# Cunhataí
Cunhataí is een gemeente in de Braziliaanse deelstaat Santa Catarina. De gemeente telt 1.948 inwoners (schatting 2009).

## Aangrenzende gemeenten
De gemeente grenst aan Cunha Porã, Palmitos, São Carlos en Saudades.